# Vale

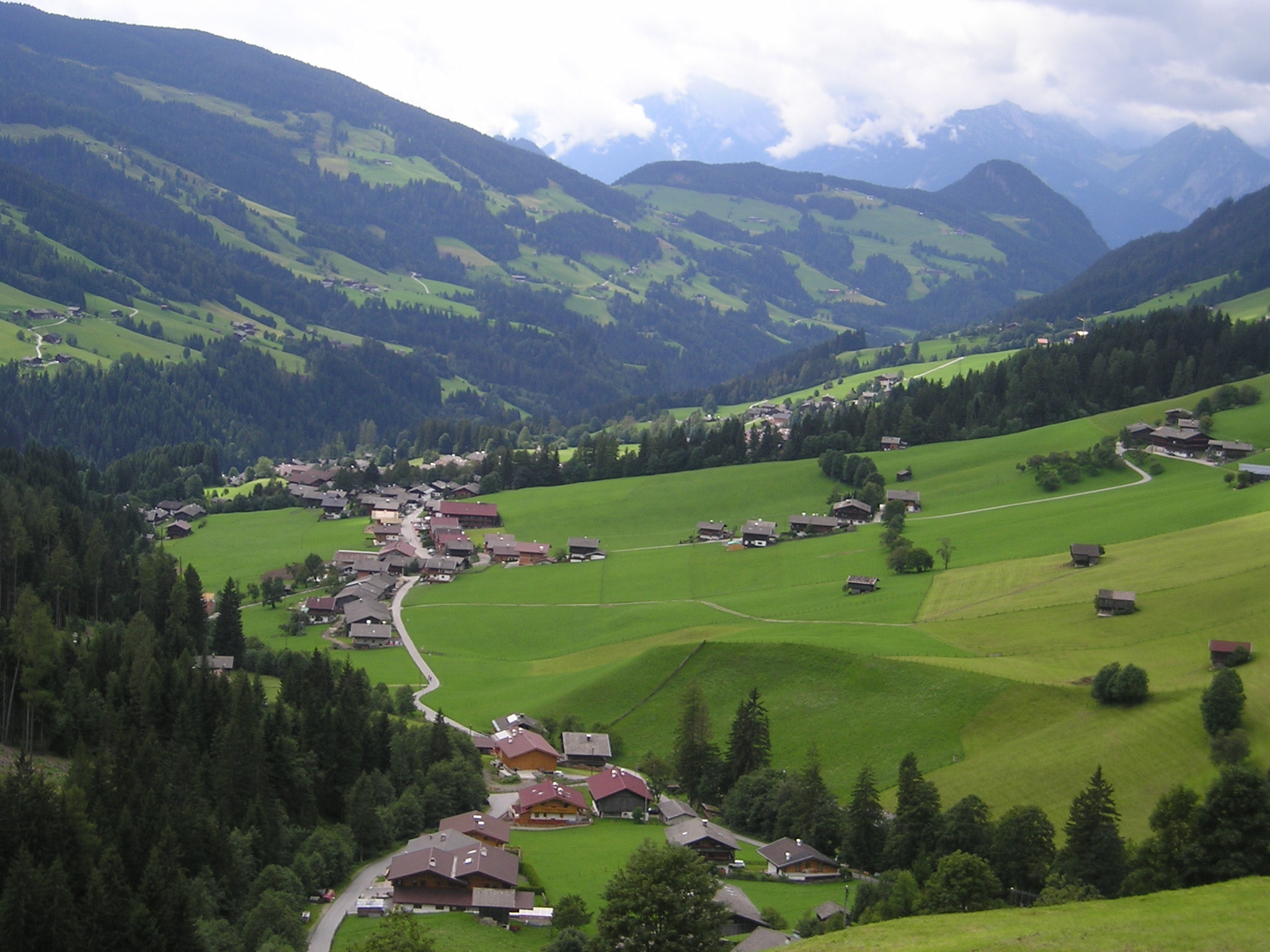
Vale în Tirol, Austria

Valea este o formă negativă de relief, îngustă și alungită, cu panta în descreștere în aval, creată prin acțiunea diferitelor forme de apă curgătoare. Se prezintă ca o depresiune sau adâncitură de teren alungită, străbătută (permanent sau vremelnic) de o apă curgătoare. Poate să mai fie o regiune de șes situată sub nivelul ținuturilor din jur și udată de o apă curgătoare.

## Tipuri de văi
- Un chei este o porțiune de vale strâmtă, cu versanți înalți, săpați în roci dure.
- Un canion este o porțiune de vale foarte îngustă, cu versanții înalți și abrupți și cu fundul ocupat în întregime de albia râului.
- O vale oarbă este o vale închisă în aval. Este caracteristică regiunilor carstice. La capătul inferior, unde este închisă, se află, de obicei, un sorb. Un sorb este un loc de pierdere în pământ a unui curs de apă, situat sub oglinda apei; scurgerea se face sub presiune.
- Un ponor este un locul de pierdere al unui curs de apă prin crăpături impenetrabile pentru om, situat, de obicei, la piciorul unui perete de calcar, în care scurgerea apei nu se face cu presiune.
- Un sodol sau sohodol este o albie sau o vale seacă, abruptă, formată în urma pierderii apei în adânc prin fisuri, ponoare sau alte modalități.
- O hoancă este o vale seacă, înierbată și plină de alte forme de vegetație, fără urme de eroziune ale unei ape curgătoare, care este specifică zonelor carstice.
- O văioagă sau văiugă este o vale îngustă și puțin adâncită.

În afară de valea creată prin acțiunea apelor curgătoare, există și valea glaciară, care este o vale largă, cu profil transversal în forma de "U", formată prin eroziunea ghețarilor. În cadrul ei se disting: în partea de sus, circul glaciar (fosta zonă de acumulare a zăpezii ) și, în partea de jos, ulucul glaciar (locul unde s-a scurs ghețarul).

### Văi extraterestre
- ESA image: Vallis Alpes, bisecting the Lunar Alps
- Valles Marineris and Ophir Chasma, bilingual website (English and German)